# Жак Адамар
Жак Саломон Адамар (фр. Jacques Salomon Hadamard; Версај, 8. децембар 1865 — Париз, 17. октобар 1963) био је француски математичар најпознатији по свом доказу теореме о простим бројевима 1896. године.

## Биографија
Адамар је студирао на Вишој нормалној школи код Шарла Емила Пикара. Након афере Драјфус, у коју је лично био умешан (Алфред Драјфус му је био зет), постао је политички активан и веома је подржавао Јевреје.</ref>
Он је увео идеју добро постављеног проблема у теорији парцијалних диференцијалних једначина. Његово име носи и Адамарова неједнакост запремина, као и Адамарова матрица, на којој је заснована Адамарова трансформација. Адамарова капија у квантном рачунарству употребљава ту матрицу.
Његови студенти су били, између осталих, Морис Фреше, Пол Леви, Солем Манделброт и Андре Вејл.

## О креативности
У својој књизи Psychology of Invention in the Mathematical Field (Психологија изума у математици), Адамар користи интроспекцију да опише математичке процесе мишљења. Насупрот ауторима који идентификују језик и спознају, по њему је математичко размишљање углавном без речи, често праћено менталним сликама које представљају читаво решење неког проблема. Анкетирао је 100 водећих физичара тог времена (приближно 1900. године), питавши их како раде свој посао. Многи одговори су се поклапали са његовим; неки су изјавили да виде математичке концепте као боје.
Адамар је описао доживљаје математичара/теоретских физичара Карла Фридриха Гауса, Хермана фон Хелмхолца, Анрија Поенкареа и других као посматрање читавих решења са „изненадном спонтаношћу“. Исто су објавили и многи други у књижевности, као што су Денис Брајан, Г. Х. Харди, Б. Л. ван дер Верден,, Харолд Риг, Фридрих Кекуле (који је сањао бензенов прстен) и Никола Тесла.
Адамар је описао тај процес тако да има четири од пет корака модела креативног процеса Грејема Воласа:
- Припремање
- Инкубација
- Осветљење
- Потврда

Мари-Луиз фон Франц, колега еминентног психијатра Карла Јунга, приметила је да у овим несвесним научним открићима, „стално понављајући и важан фактор … јесте симултаност са којом се потпуно решење интуитивно спознаје и које се касније може проверити разговорним резоновањем.” Она описује решење „као архетипичну шему или слику.” Како је цитирао фон Франц, према Јунгу: “Архетипови … се манифестују само кроз своју могућност да организују слике и идеје и ово је увек несвесни процес који се не може приметити све до касније.”

## Дела
- An Essay on the Psychology of Invention in the Mathematical Field. Princeton University Press,[16] new edition under the title The Mathematician's Mind: The Psychology of Invention in the Mathematical Field. 1945. ISBN 978-0-691-02931-3., 1996. ,
- Le problème de Cauchy et les équations aux dérivées partielles linéaires hyperboliques, Hermann 1932[17] (Lectures given at Yale, Eng. trans. Lectures on Cauchy's problem in linear partial differential equations. Oxford University Press. 1923., Yale University Press. , Reprint Dover 2003)
- La série de Taylor et son prolongement analytique, 2nd edn., Gauthier-Villars 1926
- La théorie des équations aux dérivées partielles, Peking, Editions Scientifiques, 1964
- Leçons sur le calcul des variations, Vol. 1, Paris, Hermann 1910,[18] Online
- Leçons sur la propagation des ondes et les équations de l'hydrodynamique, Paris, Hermann 1903,[19] Online
- Four lectures on Mathematics, delivered at Columbia University 1911. Columbia University Press. 1915..[20] (1. The definition of solutions of linear partial differential equations by boundary conditions, 2. Contemporary researches in differential equations, integral equations and integro-differential equations, 3. Analysis Situs in connection with correspondendes and differential equations, 4. Elementary solutions of partial differential equations and Greens functions), Online
- Leçons de géométrie élémentaire, 2 vols., Paris, Colin, 1898,[21] 1906 (Eng. trans: Lessons in Geometry, American Mathematical Society 2008), Vol. 1, Vol. 2
- Cours d'analyse professé à l'École polytechnique, 2 vols., Paris, Hermann 1925/27, 1930 (Vol. 1:[22] Compléments de calcul différentiel, intégrales simples et multiples, applications analytiques et géométriques, équations différentielles élémentaires, Vol. 2:[23] Potentiel, calcul des variations, fonctions analytiques, équations différentielles et aux dérivées partielles, calcul des probabilités)
- Essai sur l'étude des fonctions données par leur développement de Taylor. Étude sur les propriétés des fonctions entières et en particulier d'une fonction considérée par Riemann, 1893, Online
- Sur la distribution des zéros de la fonction {\displaystyle \zeta (s)} et ses conséquences arithmétiques. Bulletin de la Société Mathématique de France,. 24: 199—220. 1896 http://www.numdam.org/numdam-bin/fitem?id=BSMF_1896__24__199_1. Недостаје или је празан параметар |title= (помоћ),„Online”. Архивирано из оригинала 17. 07. 2012. г. Приступљено 09. 01. 2019.
- Hadamard, Jacques (2003) [1923]. Lectures on Cauchy's problem in linear partial differential equations. Dover Phoenix editions. Dover Publications, New York. ISBN 978-0-486-49549-1. JFM 49.0725.04. MR 0051411.
- Hadamard, Jacques (1999) [1951]. Non-Euclidean geometry in the theory of automorphic functions. History of Mathematics. 17. Providence, R.I.: American Mathematical Society. ISBN 978-0-8218-2030-8. MR 1723250.
- Hadamard, Jacques (2008) [1947]. Lessons in geometry. I. Providence, R.I.: American Mathematical Society. ISBN 978-0-8218-4367-3. MR 2463454. doi:10.1090/mbk/057.
- Hadamard, Jacques (1968),  Fréchet, M.; Lévy, P.; Mandelbrojt, S.;  ., ур., Œuvres de Jacques Hadamard. Tomes I, II, III, IV, Éditions du Centre National de la Recherche Scientifique, Paris, MR 0230598